# Joshua Bell
Joshua David Bell (sinh ngày 9 tháng 12 năm 1967) là một nhà vĩ cầm và điều khiển giàn nhạc Hoa Kỳ.

## Thời niên thiếu
Bell sinh ra ở Bloomington, Indiana, Hoa Kỳ. Cha ông là người gốc Scotland, còn mẹ gốc Do thái.
Bell bắt đầu học vĩ cầm lúc 4 tuổi, và lúc 14 tuổi, đã trình diễn solo với ban nhạc hòa tấu Philadelphia Orchestra được điều khiển bởi Riccardo Muti. Sau đó ông học vĩ cầm tại đại học Indiana University và tốt nghiệp năm 1989.

## Sự nghiệp âm nhạc
Năm 1985, ông đã trình diễn tại Carnegie Hall, sau đó ông đã xuất hiện với hầu hết các ban nhạc hòa tấu và những người điều khiển nổi tiếng. Ngoài những tác phẩm cổ điển, ông cũng trình diễn những bản nhạc hiện đại, và cả những sáng tác của riêng ông.
Joshua Bell được biết tới nhiều qua bản nhạc phim „The Red Violin“ của John Corigliano mà đã được giải Oscar 1998 cũng như nhạc phim „Ladies in Lavender“ 2004.
Từ mùa 2011/2012, Bell điều khiển giàn nhạc Academy of St. Martin in the Fields ở London, Vương quốc Anh.

## Đời sống cá nhân
Joshua Bell sống ở New York, chưa lập gia đình, nhưng đã có một người con trai.